# Klänge aus der Raimundzeit
Klänge aus der Raimundzeit ist eine als Musikalisches Vorspiel bezeichnete Komposition von Johann Strauss Sohn (op. 479). Sie wurde am 31. Mai 1898 im Deutschen Volkstheater in Wien erstmals aufgeführt.

## Einzelnachweis
1. ↑  Quelle: Englische Version des Booklets (Seite 104) in der 52 CDs umfassenden Gesamtausgabe der Orchesterwerke von Johann Strauß (Sohn), Hrsg. Naxos (Label). Das Werk ist als siebter Titel auf der 39. CD zu hören.